# Магістраль М3 (Білорусь)
Магістраль М3 — автомагістраль в Білорусі, що сполучає Мінськ з Вітебськом. Починається від перетину Логойського тракту з Мінською кільцевою автомобільною дорогою М9 та прямує на північний схід, минаючи Силичі, Логойськ, Плещениці, Бігомль, Лепель, Бешенковичі до Вітебська.
Протяжність автомагістралі становить близько 253 км.